# Удмуртские Тимши
Удмуртские Тимши (Вотские Тимши, Вотско-Тимшинская) — деревня в Унинском районе Кировской области.

## География
Располагается на расстоянии примерно 2 км по прямой на восток-северо-восток от райцентра поселка Уни.

## История
Известна с 1873 года как деревня Вотские Тимши (Вотско-Тимшинская), в которой дворов 35 и жителей 304, в 1905 — 49 и 273, в 1926 — 51 и 238 (в том числе 94 удмурты), в 1950 — 38 и 134, в 1989 году здесь проживал 21 человек. До 2021 года входила в состав Унинского городского поселения до его упразднения.

## Население
Постоянное население составляло 17 человек (русские 88 %) в 2002 году, 10 в 2010.